# Eren Güvercin
Eren Güvercin (geboren 1980 in Köln) ist ein deutscher Journalist und Autor. Er war Mitglied der 4. Deutschen Islamkonferenz und tritt als Kritiker des politischen Islam auf.

## Leben
Güvercin wuchs als Sohn türkischer Eltern in Köln auf. Lange Jahre war er Autor der Islamischen Zeitung. Er schrieb auch für die Frankfurter Allgemeine Zeitung, Deutschlandradio, WDR, Cicero, taz und der freitag. Er studierte Rechtswissenschaften in Bonn. Er ist einer der Gründer der Alhambra-Gesellschaft und Mitgründer des PEN Berlin. Gemeinsam mit Murat Kayman und Engin Karahan betreibt Güvercin den Podcast Dauernörgler.
Er ist Mitglied im Beirat vom „Forum für offene Religionspolitik e.V.“, war Initiator des Projekts „Alternative Islamkonferenz“ und ehemaliges Mitglied des konfessionellen Beirats des Zentrums für Islamische Theologie (ZIT) der Westfälischen Wilhelms-Universität Münster.

## Positionen
Güvercin setzt sich gegen Einflussnahme der Türkei in muslimische Angelegenheiten in Deutschland ein. So kritisiert er 2024 die Gründung der Demokratischen Allianz für Vielfalt und Aufbruch (DAVA). Er sieht in der Gründung einen weiteren Versuch des türkischen Präsidenten Recep Tayyip Erdoğan, seine politische Agenda durch einen „Propagandalautsprecher“ im Europaparlament zu vertreten. Güvercin weist auf direkte Verbindungen der Gründungsmitglieder und EU-Kandidaten zu türkisch-nationalistischen und islamistischen Kreisen hin und fordert deutsche demokratische Parteien auf, eine klare Strategie zu entwickeln, um der türkischen Einflussnahme entgegenzutreten. Bisher bestehe dafür ein mangelndes politisches Bewusstsein.
Güvercin kritisiert die seines Erachtens mangelnde Solidarität aus der muslimischen Community in Deutschland gegenüber Israel und hebt hervor, dass nach dem Terrorangriff der Hamas auf Israel 2023 die Stellungnahmen einiger muslimischer Verbände den Terror relativiert hätten, statt ihn klar zu verurteilen. Er erlebt nach eigener Aussage persönliche Anfeindungen und Drohungen, die er aufgrund seiner kritischen Haltung gegenüber dem politischen Islam und seiner Ablehnung von Erdoğans Unterstützung für die Hamas erfährt. Güvercin hält es für nötig für die deutsche Politik, auf die religionspolitische Einflussnahme durch Organisationen wie die DITIB zu reagieren und eine klare Grenze gegenüber derartigen Aktivitäten zu ziehen.
Güvercin sieht den Ramadan als zum deutschen Brauchtum gehörig.

## Kontroversen

### ZIT-Affäre 2021
im Jahr 2021 verließ Güvercin den konfessionellen Beirats des Zentrums für Islamische Theologie (ZIT) der Westfälischen Wilhelms-Universität Münster, nachdem ihm von der Universitätsleitung, der Rektorin der Universität Münster Ursula Nelles, vorgeworfen worden war, seine Loyalitätspflicht gegenüber der Hochschule „in schwerwiegender Weise verletzt“ zu haben und ermahnt worden war, „es künftig zu unterlassen, Informationen, die Sie im Zusammenhang mit der Tätigkeit im Beirat für Islamische Theologie der Westfälischen Wilhelms-Universität erlangen, zu veröffentlichen oder in sonstiger Weise an Dritte weiterzugeben.“

### Plagiatsaffäre 2025
Im Frühjahr 2025 wurden nach Erscheinen von Güvercins Schrift DITIB und der ferngesteuerte Islam in Deutschland, an den herausgebenden C.H. Beck Verlag Plagiatsvorwürfe herangetragen. Der Verlag erklärte Ende Februar 2025, dass sich die Vorwürfe, er habe einen Vortrag des Soziologen Aydın Süer als seinen eigenen ausgegeben, als zutreffend erwiesen. Das Buch wurde daraufhin zunächst vorläufig aus dem Sortiment des Verlages genommen. Es kamen weitere Plagiatsvorwürfe hinzu. Am 14. März erklärte der C.H. Beck Verlag, dass der gesamte Buchtext mit einer Prüfungssoftware kontrolliert wurde, wobei der Verlag weitere Stellen fand, die nicht seinen Qualitätsansprüchen genügten. Der Verlag stellte daraufhin die Auslieferung des Buchs endgültig ein.

## Schriften (Auswahl)
- Neo-Moslems. Porträt einer deutschen Generation. Herder, Freiburg im Breisgau, 2012.
- DITIB und der ferngesteuerte Islam in Deutschland. C.H. Beck, München, 2025. ISBN 978-3-406-82256-8 (aufgrund von Plagiatsvorwürfen vom Verlag zurückgezogen).